# مک‌دانل داگلاس اف-۱۵ اس‌تی‌اوال/ام‌تی‌دی
مک‌دانل داگلاس اف-۱۵ اس‌تی‌اوال/ام‌تی‌دی (به انگلیسی: McDonnell Douglas F-15 STOL/MTD) یک هواگرد ساختِ کارخانهٔ مک‌دانل داگلاس در کشور ایالات متحده آمریکا است . نخستین استفاده‌کنندهٔ این هواگرد نیروی هوایی ایالات متحده آمریکا بوده‌است. این هواگرد برای نخستین بار در ۷ سپتامبر ۱۹۸۸ میلادی مورد استفاده قرار گرفت.
همکاری نیروی هوایی ایالات متحده آمریکا  و مک‌دانل داگلاس باهم برای پروژه F15 اکتیو 
یک جنگنده دو صندلی بود که دارای یک جفت نازل پرتو تعادل زمین برای بردارنده رانش بود این نازل ها 
در قوس 360 درجه ای تا 20 درجه منحرف می شوند این جنگنده در مرکز تحقیقاتی Dryden
ناسا،ادواردز پرواز و رونمایی شد برجستگی این جنگنده صندلی های جلوتر از بال بود 
این جنگنده در سال 2009 از خدمت در نیروی هوایی ایالات متحده آمریکا بازنشسته شد.